# Максимов, Вадим Игоревич
Вадим Игоревич Максимов (род. 27 августа 1957, Ленинград) — советский и российский театровед, театральный режиссёр
, публицист, театральный педагог, специалист по французскому театру XX века и творчеству Антонена Арто. Создатель и руководитель Театральной Лаборатории Вадима Максимова. Доктор искусствоведения, профессор.

## Биография
В 1981 году окончил театроведческий факультет ЛГИТМиКа по кафедре зарубежного театра.
В 1984 году основал Театральную Лабораторию — экспериментальный театр, главной задачей которого стало освоение театральных систем, отличных от системы Станиславского.
В 1992 году защитил кандидатскую диссертацию по теме «Символистский театр Франции».
В 2001 году получил степень доктора искусствоведения, защитив диссертацию по теме «Театральные концепции модернизма и система Антонена Арто».
Профессор Санкт-Петербургской академии театрального искусства и Академии русского балета.
C 2008 года заведующий кафедрой зарубежного искусства Театроведческого факультета СПбГАТИ.

## Публикации

### Книги
- Модернистские концепции театра от символизма до футуризма. Трагические формы в театре XX века. СПб.: СПбГАТИ, 2014.
- Театр. Рококо. Символизм. Модерн. Постмодернизм. СПб: Гиперион, 2013. ISBN 978-5-89332-206-4.
- Эстетический феномен Антонена Арто. СПб: Гиперион, 2007. ISBN 5-87417-191-6.
- Век Антонена Арто. СПб: Лики России, 2005. ISBN 5-87417-191-6.
- Введение в систему Антонена Арто. СПб: Гиперион, 1998. ISBN 5-89332-011-5.

### Составитель / автор вступ. статей / комментатор(выборочно)
- Фейдо Ж. Комедии. СПб: Гиперион, 2007.
- Костелянец Б. О. Драма и действие. М.: Совпадение, 2007.
- Стриндберг А. Интимный театр. М.: Совпадение, 2007.
- Стриндберг А. Жестокий театр. М.: Совпадение, 2005.
- Евреинов Н. Оригинал о портретистах. М.: Совпадение, 2005.
- Евреинов Н. Демон театральности. М.; СПб: Летний сад, 2002.
- Кокто Ж. Портреты-воспоминания. 1900—1914. СПб: Изд-во И. Лимбаха, 2002.
- Театр Жана Жене: Пьесы. Статьи. Письма.. СПб: Гиперион, 2001.
- Арто А. Театр и его Двойник: Манифесты. Драматургия. Лекции. Философия театра. СПб; М.: Симпозиум, 2000.
- Французский символизм: драматургия и театр. СПб: Симпозиум, 2000.

### Соавтор учебников и сборников(выборочно)
- Хрестоматия по истории зарубежного театра. СПб: СПбГАТИ, 2007.
- История зарубежного театра. СПб: Искусство-СПб, 2005.
- Искусство режиссуры за рубежом. СПб: СПбГАТИ, 2004.
- Универсальные синхронистические таблицы: История. Философия. Наука. Искусство. Литература. М.: Совпадение, 2004.

### Статьи(выборочно)
- Основные модели создания роли в театре XX века // Феномен актера. СПб: СПАТИ, 2007.
- Парадокс о поэте // Литературные Кубики: художественно-публицистический альманах. СПб, 2006. Вып. 1.
- Крэг // Искусство. 2004. № 11.
- Искусство XX века. Театр // Искусство. 2003. №. 23.
- Мейерхольд // Искусство. 2002. №. 5.
- 39. Антонен Арто // Искусство. 2001. №.18.
- Между рококо и романтизмом по ту сторону добра и зла // Маркиз де Сад. Насмешка судьбы. СПб.: Азбука-классика, 2001.
- Театральный символизм во Франции: годы расцвета (Пьесы Хенрика Ибсена в по-становке О-М. Люнье-По) // Записки СПб. Государственной Театральной библиотеки. Вып. 3. СПб.: Гиперион, 2001.
- Осуждение маркиза де Сада // Маркиз де Сад. Окстьерн, или Несчастья либертинажа. СПб: Азбука, 2000.
- Оправдание маркиза де Сада // Маркиз де Сад. Жюстина, или Несчастья добродетели. СПб: Азбука, 2000.
- Основные концепции спектакля во французском символистском театре конца XIX века // Границы спектакля. Сборник статей и материалов. СПб.: СПГАТИ, 1999.
- Кино в художественной концепции Антонена Арто // Киноведческие записки. 1998. №.39.
- Рококо // Искусство. 1997. № 31.
- Становление театрального модерна во Франции // Записки СПб. Государственной Театральной библиотеки. Выпуск 1. СПб.: Гиперион. 1997.
- Роман-эпопея постмодернизма (Трилогия Б. Ванталова «Конец цитаты») // Новое Литературное Обозрение. 1996. №.21.
- «Ревизор» Гоголя на сцене театра Эвр // Проблемы театральности. Сборник научных трудов. Л.: ЛГИТМиК, 1992.
- Антонен Арто и театральный символизм // Эстетические идеи в истории зарубежного театра. Сборник научных трудов. Л.: ЛГИТМиК, 1991.

## Рецензии на тексты В. И. Максимова
Максимов В. И. Эстетический феномен Антонена Арто. СПб: Гиперион, 2007:
- Балла О. Магический противовес: Антонен Арто как смысловой узел 7 февраля 2008
- Балла О. Преодоление формы: Антонен Арто и европейские смыслы 5 января 2008
- Амелин Г. Почем ветер в прохожем ряду? 27 ноября 2007

Антонен Арто. Театр и его двойник. Манифесты. Драматургия. Лекции. Философия театра / Пер. с франц.; составл. и вступит. статья В.Максимова; коммент. В.Максимова и А.Зубкова. СПб; М.: Симпозиум, 2000:
- Проскурникова Т. Крюотические претензии: Жезю Кри и другие новые реалии в науке о театре 15 марта 2001
- Зенкин С. Двойственный двойник 2001

## Постановки(выборочно)
- Рождественское действо / Krippenspiel (2013)

по одноименной пьесе Хуго Балля
- Соната призраков (2012)

по одноименной пьесе Августа Стриндберга
- Философский камень (2010)

по одноименному сценарию Антонена Арто
- Король Убю (2009)

по одноименной пьесе Альфреда Жарри
- Охота на любимого оленя (2009)

по пьесе Владимира Мильмана «Побег на музыкальное ранчо, или Охота на любимого оленя»
- Песочница (2007)

по одноименной пьесе Михала Вальчака
- Прорицание Вёльвы (2006)

по древнегерманскому эпосу
- Меня зовут Имя (2006)

по пьесе Катарины Фростенсон «Зал П»
- Единственная ревность Эмер (2005)

по пьесе Уильяма Батлера Йейтса
- Игра снов (2003)

по одноименной пьесе Августа Стриндберга
- Антигона (2001)

по одноименной трагедии Софокла
- Партия (2001)

по рассказу Милорада Павича «Шахматная партия с живыми фигурами»
- Она/Elle (2000)

по одноименной пьесе Жана Жене
- Медея (2000)

по одноименной трагедии Еврипида в переводе Иосифа Бродского
- Саломея(1999)

по одноименной пьесе Оскара Уайльда
- Кагэкиё (1997)

по одноименной пьесе Дзэами Мотокиё
- Самурай (1996)

по пьесе Антонена Арто «Самурай или драма чувства»
- Роза Парацельса (1995)

по одноименному рассказу Хорхе Луиса Борхеса
- Іорадно Бруно (1988)

по одноименной трагедии Игоря Терентьева
- Гамлет (1988)

по одноименной трагедии Уильяма Шекспира
- Выход актера (1984)

по одноименной пьесе Мишеля Гельдерода

## Рецензии на постановки Театральной Лаборатории (выборочно)
- Пасуев А. Убю уже не страшен… // PRO-сцениум. 2010. февр. О спектакле «Король Убю».
- Калмыкова Н. Поэтический взгляд на Театральную Лабораторию // 2008. май. (недоступная ссылка) О спектакле «Танец Травести».
- Алексеева Л. Песочница — модель для сборки? // PRO-сцениум. 2007. дек. О спектакле «Песочница».
- Алексеева Л. Прорицание Вёльвы // Time Out Санкт-Петербург. 2007. 4 мая. (недоступная ссылка)
- Крылова Н. Прорицание Вадима Максимова // PRO-сцениум. 2007. апр. О спектакле «Прорицание Вёльвы».
- Муханов С. Его рот — как ветка коралла // Смоленская газета. 2007. 26 июня. (недоступная ссылка) О моноспектакле «Саломея».
- Васильева А. Дорогой снов // Невское время. 2003. 24 апр. (недоступная ссылка) О спектакле «Игра снов».
- Пасуев А. Зал для двоих // На дне. 2003. 1-15 янв. (недоступная ссылка) О спектакле «Фоссе/Фростенсон/Фрагменты».
- Дмитриев П. Б. Трагедия Игоря Тереньтьева «Іордано Бруно» (1924) и её постановка Театральной лабораторией п/р Вадима Максимова (1988) // Buehne und Oeffentlichkeit: Drama und Theater im Spaet- und Postsozialismus (1983—1993). Muenchen, 2002. S. 88-97.
- Лецович В. В. Глубина молчания // Час пик. 1997. 6 авг. (недоступная ссылка) О спектакле «Самурай или…»
- Горфункель Е. И. Театральные искания эрудита // Смена. 1995. 27 сент. (недоступная ссылка) О спектакле «Роза Парацельса».

### Тексты В. И. Максимова в Интернете
- Страница в электронном архиве Центра Андрея Белого
- Видеозапись и текст лекции «Жизнь и театр Антонена Арто» (2011)
- Статья «Проект драматической эпопеи Августа Стриндберга» (2007)
- Статья «Критик как оригинал и художник как критик (Николай Евреинов и живопись)» (2005)
- Статья о Гордоне Крэге (2004)
- Статья об Антонене Арто (2001)
- Статья «Между рококо и романтизмом по ту сторону добра и зла» (2001)
- Текст книги «Введение в систему Антонена Арто» (1998)

### Театральная Лаборатория
- Новостной сайт Театральной Лаборатории
- Информационный сайт Театральной Лаборатории
- Страница на сайте РГИСИ

1. ↑  Library of Congress Authorities (англ.) — Library of Congress.